# 塞雷納斯特加峰
46°38′00.9″N 9°08′48″E / 46.633583°N 9.14667°E
塞雷納斯特加峰（Piz Serenastga），是瑞士的山峰，位於該國東南部，由格勞賓登州負責管轄，屬於勒蓬廷阿爾卑斯山脈的一部分，海拔高度2,874米，每年平均降雨量1,929毫米。

## 外部連結
- Piz Serenastga on Hikr （页面存档备份，存于）